# Гордієнко-Андріанова Надія Миколаївна
Гордієнко-Андріанова Надія Миколаївна (*1921, Васильків, нині Київської області — †1998, Київ, поховано там само) — українська письменниця, перекладачка, критикиня. Член СПУ (1957).

## Відзнаки
Премія Міжнародного літературного конкурсу в м. Вітторія (Італія, 1986). Закінчила Київський університет, філологічний факультет (1945), 3-річні курси іноземних мов (1950). Літпрацівниця у газеті «Радянський селянин» (1945—1946), редакторка Держлітвидаву України (нині в-во «Дніпро»; 1946-62).

## Переклади
Перекладала з англійської, болгарської, німецької, російської й есперанто (твори В. Вересаєва, В. Короленка, О. Герцена, О. Купріна, О. Островського, К. Федіна, В. Шраєра, М. Грегора, Г. Келлер, В. Ярошенка, В. Апіца, Ф. Барбюса, братів Грімм, А. Доде, В. Гюго, К. Компаня, Т. Драйзера, М. Метерлінка, Г. Мільднера, Гі де Мопассана, Л. Ренна, Б. Брегта, А. Франца, С. Цвейга та ін.).
Була активним пропагандистом мови есперанто, створила й очолила (1968—1973) Есперантську комісію при Товаристві дружби та культурних зв'язків із зарубіжними країнами, редагувала видання цієї комісії «Tra la Soveta Ukrainio» (Радянською Україною). Переклала на мову есперанто окремі твори Т. Шевченка, І. Франка, Лесі Українки, М. Рильського, О. Гончара, І. Драча, Є. Гуцала, В. Стуса.
Працювала над творчою спадщиною Василя Єрошенка. Переклала його твори українською, а також прозу Тібора Секеля, Шандора Сотмарі.
У 1987 році Угорська асоціація есперанто опублікувала її автобіографію Vagante tra la mondo maltrankvila.

## Твори
- «Квітка справедливості» — пер. творів Василя Єрошенка. К: Молодь, 1969
- Запалив я у серці вогонь… К.: Веселка, 1973, 1977
- Голий серед вовків: роман / Б. Апіц ; Пер.з нім. Н. Гордієнко-Андріанова. — 3-є вид.пер. — Київ: Дніпро, 1981. — 381 с.
- Діла пана Юлія Цезаря: Роман / Бертольд Брехт; з нім. пер. Н. Гордієнко-Андріанова. — К.: Дніпро, 1983. — 215 с.
- Майстри сцени та екрана Н. Дмитро Мілютенко.- К.: Мистецтво, 1990.- 181 с.: ілюстр.